# Piazzale delle Corporazioni
Il Piazzale della Corporazioni (II,VII,4) è un vasto piazzale, che fu dotato di un porticato successivamente alla sua costruzione durante l'impero di Claudio, nella Regio II della città romana di Ostia.

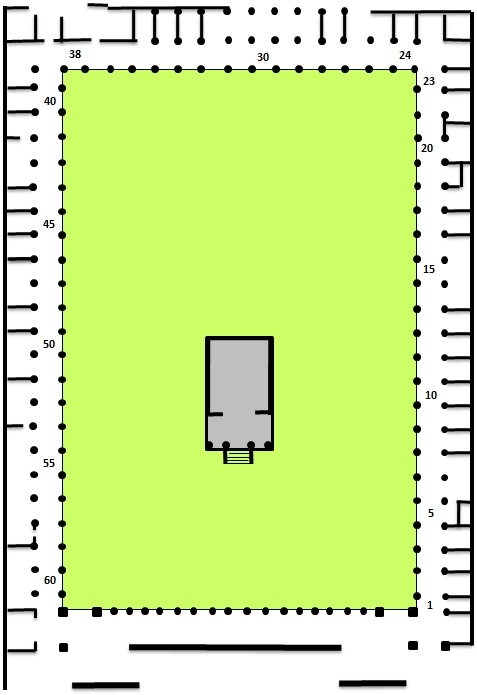
Pianta del piazzale

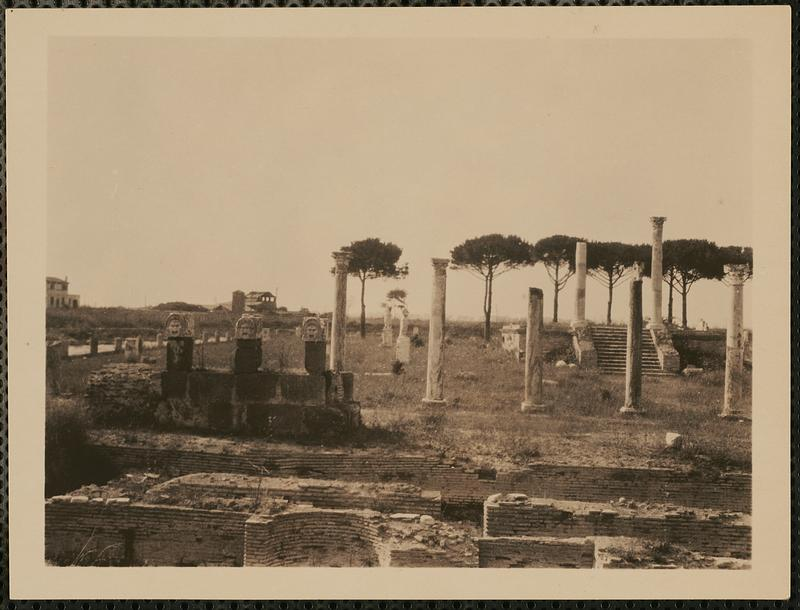
Fotografia del 1920

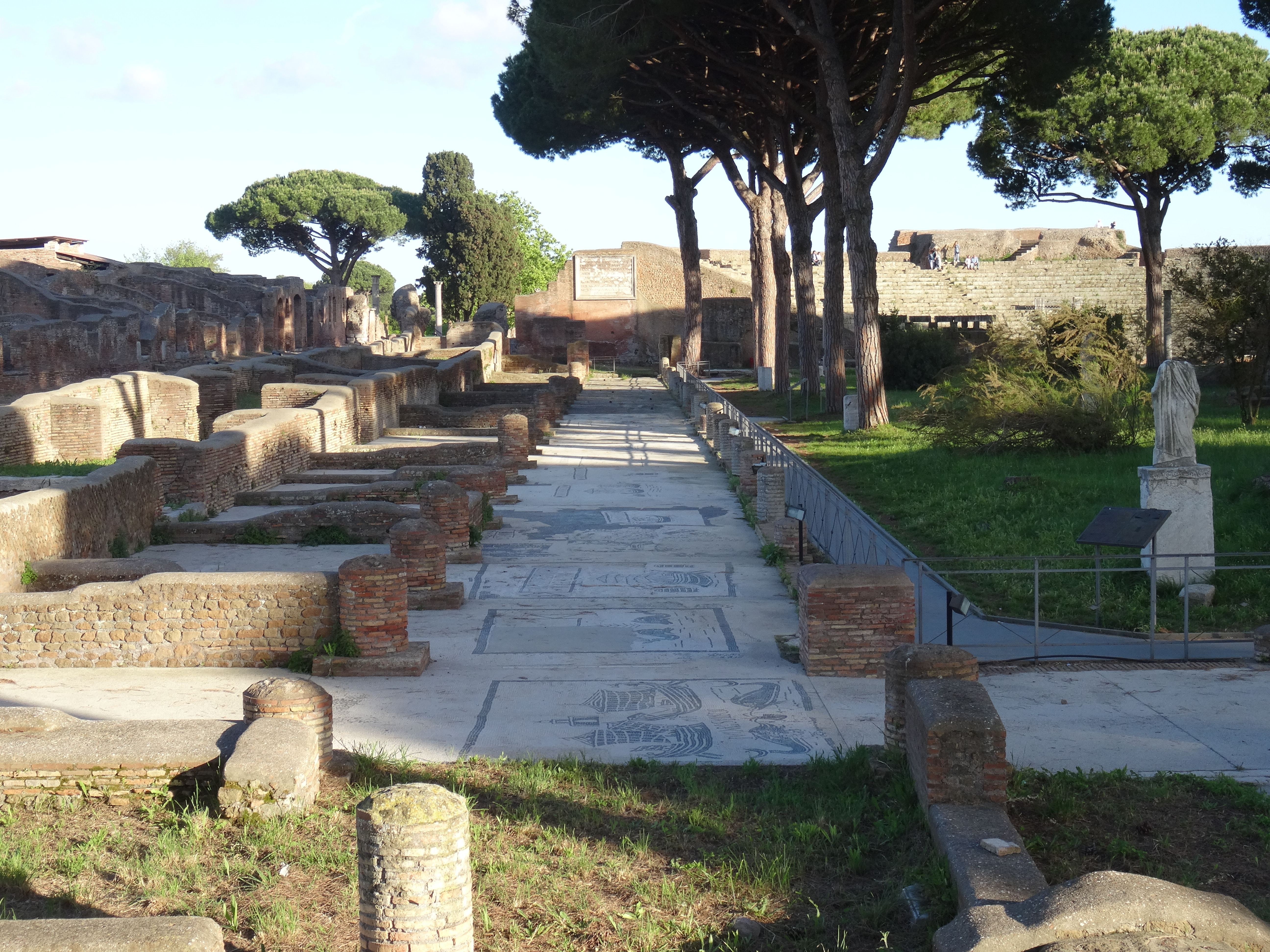
Vista laterale del piazzale, con il teatro sullo sfondo

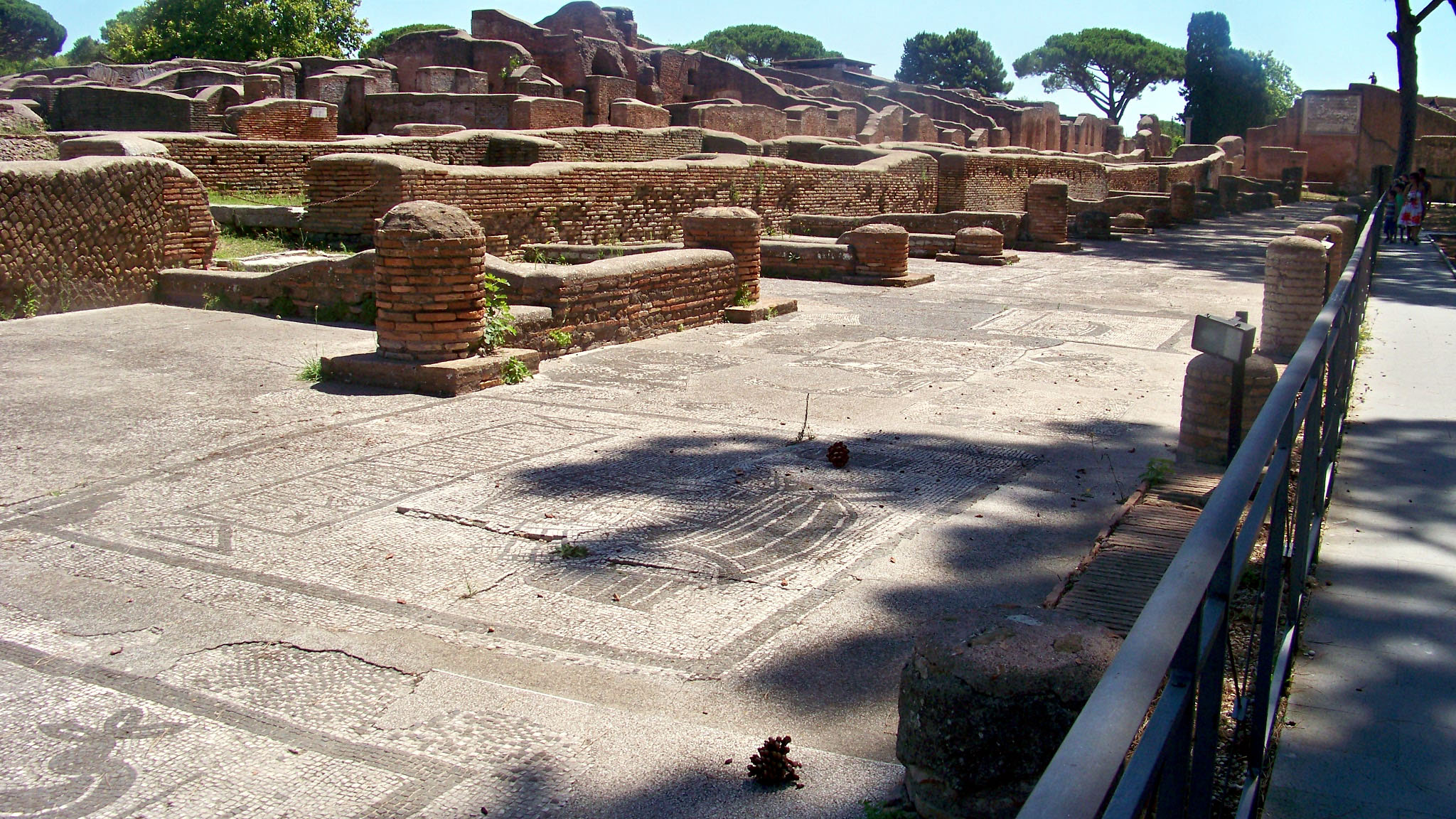
Dettaglio della pavimentazione mosaicata

## Descrizione
Il piazzale aperto a nord verso il Tevere, si trova nelle immediate vicinanze del teatro a sud, da cui era separato da una lunga fila di colonne, e confina ad est con la via delle Coprorazioni. Progettato in eta augustea, fu dotato di un portico verso la metà del I secolo d.C., mentre il tempio posto al centro del piazzale risale alla fine del I secolo d.C. . I mosaici pavimentali risalgono invece al II secolo d.C., quando il portico fu raddoppiato.
Si crede che il piazzale fosse sede degli uffici commerciali e di rappresentanza delle corporazioni ostiensi, oltre che per le raffigurazioni dei mosaici, anche per la sua posizione, vicino al Tevere e al decumano massimo, nella zona tra Porta Romana, la principale porta di accesso ad Ostia, e il Foro.
La piazza è situata dietro il teatro, da cui è separata da una lunga fila di colonne di marmo. Intorno ai restanti tre lati corre un doppio portico, dove si affacciavano molte piccole stationes, uffici. Nelle stanze anteriori di queste stationes, e talvolta in quelle posteriori, i numerosi mosaici in bianco e nero  menzionano spedizionieri (navicularii) e commercianti (negotiantes) che erano uniti in corporazioni (collegia). Si possono vedere molte raffigurazioni di delfini, navi e il faro di Portus, come riferimenti alla gestione del grano, la merce più importante per la popolazione di Roma. Al centro della piazza c'era un tempio, forse dedicato all'Annona imperiale, la personificazione della fornitura di cibo.

## Scavi
Durante i primi scavi nell'area del teatro condotti a partire dal 1880  Rodolfo Lanciani, lungo le pareti del corridoio centrale del teatro, che conduceva dall'orchestra al decumano massimo, furono ritrovate 16 colonne impilate l'una sull'altra nel senso della lunghezza, unite da sbarre di ferro, che solo successivamente si capì che in origine erano poste tra il teatro e il piazzale. Si ipotizza che fossero state poste lì per rinforzare le pareti del teatro che rischiavano di crollare, o a scopo difensivo quando il teatro potrebbe essere stato trasformato in una roccaforte militare, per paura delle invasioni barbariche.
L'anno successivo il Lanciani pubblicò i resoconti che per la prima volta descrivevano il colonnato posto tra teatro e piazzale, il tempio al centro del piazzale e due stanze di uguali dimensioni che si trovavano all'estremità occidentale e orientale del lato meridionale, colonne in mattoni di un porticato che erano state dissotterrate nella parte sud dei lati ovest e est della piazza, tratti di mosaici pavimentali poi ricoperti, e diversi reperti come la statua di un uomo togato.
I resoconti degli scavi dal 1882 al 1916 descrivono l'area come un caos totale. Furono trovati oggetti di ogni genere, molti dei quali purtroppo non furono descritti in dettaglio; frammenti di iscrizioni in marmo, che a volte potevano essere uniti tra di loro, furono trovati ovunque nell'area del piazzale. Come anche reperti appartenuti ad altri luoghi, posti successivamente nel piazzale, come ad esempio una statua di Serapide seduto su un trono, a metà grandezza naturale, ritrovata in una stanza a nord-est rispetto alla facciata del teatro. Si deve a Guido Calza il primo resoconto sistematico degli scavi eseguiti, delle scoperte e delle ricostruzioni ipotizzate, come quella relativa alle principali fasi edilizie riferibili al pizzale, da lui ricondotte ai regni di Augusto, Claudio e Commodo.
E' dei primi anni trenta la prima completa descrizione dei mosaici pavimentali del piazzale, mentre tra il 1950 e il 1960 si devono a Italo Gismondi e Giovanni Becatti ulteriori descrizioni, corredate da relative planimetrie, del piazzale delle Corporazioni. Dagli anni '60 fino ai '90, le indagini archeologiche portate avanti nella piazza puntarono a ricostrutire la sequenza storica edile tramite la realizzazione di scavi in profondità.